# Makonde

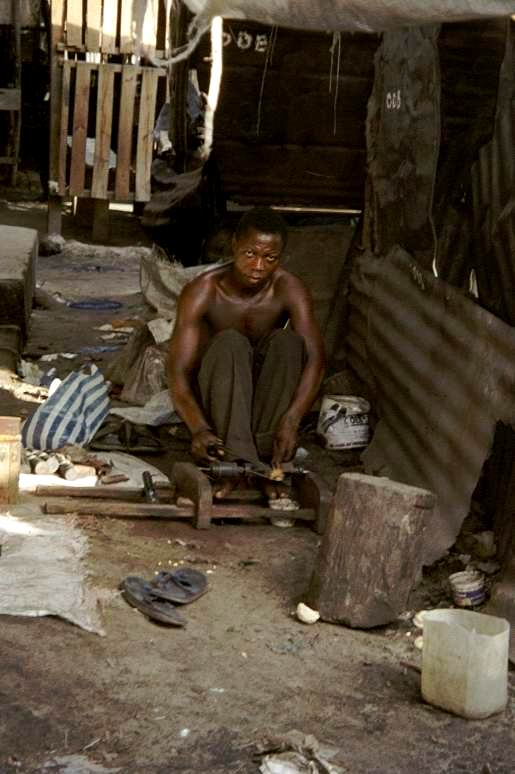
Snycerz z ludu Makonde

Makonde – grupa etniczna w południowo-wschodniej Tanzanii i północnym Mozambiku. W 1993 roku ich liczebność wynosiła ok. 1,3 mln osób. Makonde posługują się językiem makonde z rodziny bantu, kultywują tradycyjne wierzenia afrykańskie, część przyjęła także chrześcijaństwo lub islam. Podstawą gospodarki jest uprawa kukurydzy, manioku i sorgo, w mniejszym zakresie także myślistwo i łowiectwo. Struktura społeczna opiera się na poligynicznych rodach matrylinearnych. Wspólnoty plemienne zarządzane są przez starszyznę.

## Sztuka Makonde

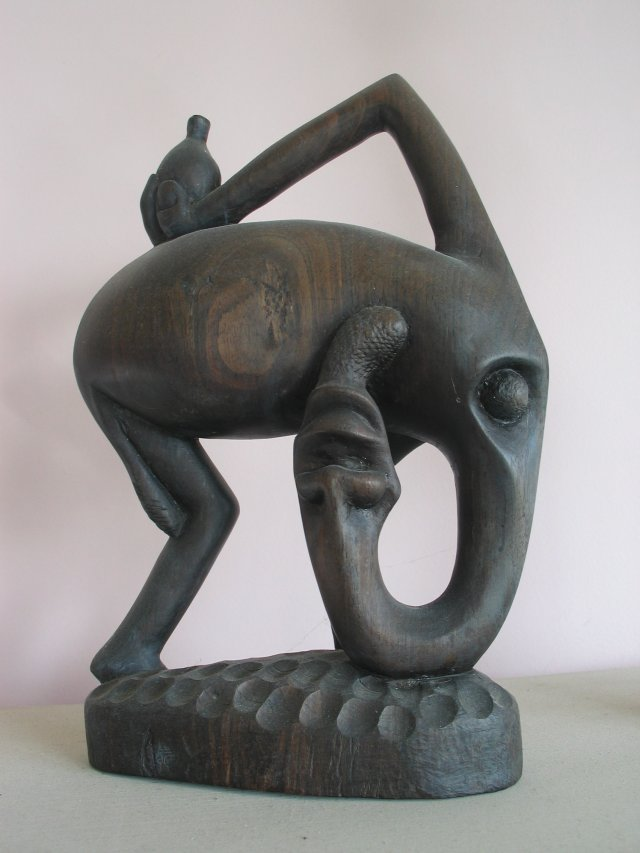
Słoń

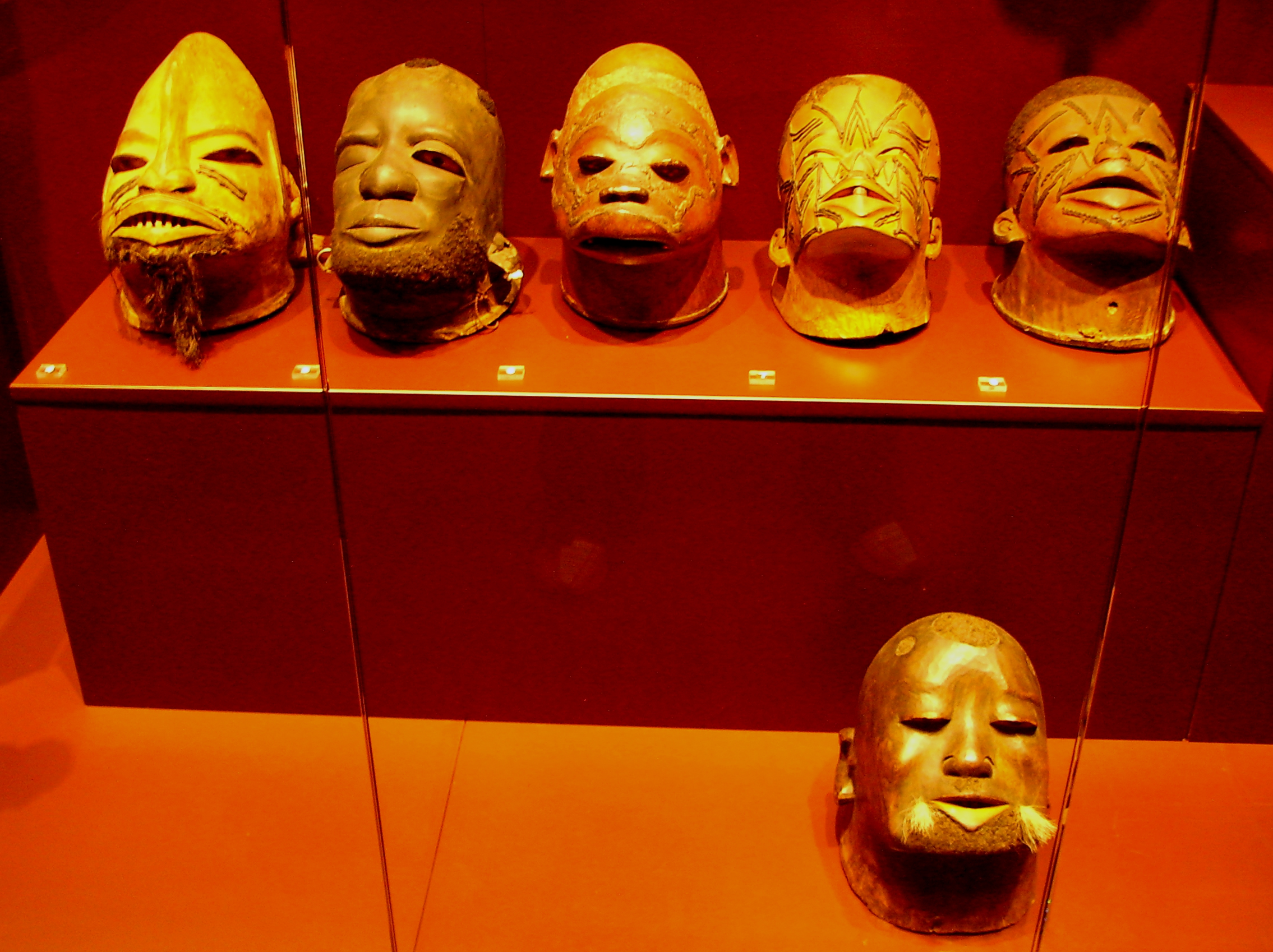
Maski mapiko

Makonde zachowali dawne tradycje rzemieślnicze – trudnią się garcarstwem, plecionkarstwem i obróbką drewna. Bogaty jest także ich folklor muzyczny.
Dzieła snycerskie ludu Makonde odznaczają się wysokim poziomem artystycznym. Rzeźby wykonane w drewnie dzielą się na trzy podstawowe formy:
- maski mapiko (liczba pojedyncza lipiko), rzeźbione najczęściej z jednego kawałka drzewa hebanowego, przedstawiające duchy przodków shetani i używane podczas rytualnych tańców[1];
- antropomorficzne czy zoomorficzne figury przedstawiające duchy shetani;
- rzeźbione przedmioty codziennego użytku.

Na bazie tradycyjnej sztuki powstała tzw. współczesna sztuka Makonde, charakteryzująca się większym stopniem abstrakcji. Artystą cieszącym się międzynarodową sławą jest George Lilanga.